# Campionato europeo maschile under 19 di pallavolo 1999
Il campionato europeo pre-juniores di pallavolo maschile 1999 si è svolto dal 30 marzo al 4 aprile 1999 a Danzica e Puck, in Polonia. Al torneo hanno partecipato 8 squadre nazionali europee e la vittoria finale è andata per la seconda volta alla Russia.

## Regolamento
Le squadre sono state divise in un due gironi, disputando un girone all'italiana: al termine della prima fase, le prime due classificate di ogni girone hanno acceduto alle semifinali per il primo posto, mentre le ultime due classificate di ogni girone hanno acceduto alle semifinali per il quinto posto.

## Gironi
| Girone A                          | Girone B                          |
| --------------------------------- | --------------------------------- |
| Polonia Russia Slovacchia Ucraina | Francia Germania Italia Rep. Ceca |

## Fase finale - Danzica

### Finali 1º - 3º posto
|  | Semifinali | Semifinali | Semifinali |          |        | 1º/2º posto | 1º/2º posto | 1º/2º posto |  |
|  |            |            |            |          |        |             |             |             |  |
|  | Russia     | Russia     | 3          |          |        |             |             |             |  |
|  | Russia     | Russia     | 3          |          |        |             |             |             |  |
|  | Rep. Ceca  | Rep. Ceca  | 1          |          |        |             |             |             |  |
|  | Rep. Ceca  | Rep. Ceca  | 1          |          | Russia | Russia      | 3           |             |  |
|  |            |            |            |          | Russia | Russia      | 3           |             |  |
|  |            |            | Germania   | Germania | 0      |             |             |             |  |
|  | Germania   | Germania   | Germania   | Germania | 0      | 3           |             |             |  |
|  | Germania   | Germania   |            |          |        | 3           |             |             |  |
|  | Polonia    | Polonia    | 1          |          |        | 3º/4º posto | 3º/4º posto | 3º/4º posto |  |
|  | Polonia    | Polonia    | 1          |          |        |             |             |             |  |
|  |            |            |            |          |        |             |             |             |  |
|  |            |            |            |          |        | Rep. Ceca   | Rep. Ceca   | 3           |  |
|  |            |            |            |          |        | Rep. Ceca   | Rep. Ceca   | 3           |  |
|  |            |            |            |          |        | Polonia     | Polonia     | 2           |  |

### Finali 5º - 7º posto
|  | Semifinali | Semifinali | Semifinali |            |         | 5º/6º posto | 5º/6º posto | 5º/6º posto |  |
|  |            |            |            |            |         |             |             |             |  |
|  | Ucraina    | Ucraina    | 3          |            |         |             |             |             |  |
|  | Ucraina    | Ucraina    | 3          |            |         |             |             |             |  |
|  | Francia    | Francia    | 1          |            |         |             |             |             |  |
|  | Francia    | Francia    | 1          |            | Ucraina | Ucraina     | 3           |             |  |
|  |            |            |            |            | Ucraina | Ucraina     | 3           |             |  |
|  |            |            | Slovacchia | Slovacchia | 0       |             |             |             |  |
|  | Slovacchia | Slovacchia | Slovacchia | Slovacchia | 0       | 3           |             |             |  |
|  | Slovacchia | Slovacchia |            |            |         | 3           |             |             |  |
|  | Italia     | Italia     | 2          |            |         | 7º/8º posto | 7º/8º posto | 7º/8º posto |  |
|  | Italia     | Italia     | 2          |            |         |             |             |             |  |
|  |            |            |            |            |         |             |             |             |  |
|  |            |            |            |            |         | Francia     | Francia     | 3           |  |
|  |            |            |            |            |         | Francia     | Francia     | 3           |  |
|  |            |            |            |            |         | Italia      | Italia      | 2           |  |

## Classifica finale
| Classifica | Squadre    | Qualificazione                       |
| ---------- | ---------- | ------------------------------------ |
|            | Russia     | Campionato europeo pre-juniores 2001 |
|            | Germania   |                                      |
|            | Rep. Ceca  |                                      |
| 4          | Polonia    |                                      |
| 5          | Ucraina    |                                      |
| 6          | Slovacchia |                                      |
| 7          | Francia    |                                      |
| 8          | Italia     |                                      |